# 슈퍼 트레저 아일랜드
《슈퍼 트레져 아일랜드》(Super Treasure Island) 혹은 《트레져 보너스》(Treasure Bonus)는 1995년 대만에서 Subsino가 제작한 슬롯머신 아케이드 게임이다. 대한민국에서는 세븐 랜드로 알려졌으며, 90년대 후반에는 경품게임 오락실로 슬롯머신계의 전성기를 맞았다.

## 게임플레이
3X3인 9개의 화면에 슬롯머신이 있다. 점수(크레딧)로 베팅을 걸고 게임을 시작한다. 게임이 시작되면 빙고나 세븐(7)을 맞추면 된다. 빙고는 8줄로 구성되어 가로 3줄,세로 3줄,대각선 2줄이 있다. 베팅이 8이면 모두 각 1줄로 되어있는 셈이다.

## 점수

### 빙고
점수는 빙고 1줄에 해당된다.
- 세븐 빙고 = 200점
- 빨간 동전주머니 빙고 = 100점
- 초록 동전주머니 빙고 = 50점
- 파란 동전주머니 빙고 = 23점
- 수박 빙고 = 20점
- 벨 빙고 (S벨 포함) = 18점
- 코코넛 빙고 = 14점
- 여러 동전주머니 빙고 = 10점
- 망고 빙고 = 10점
- 앵두 빙고 = 10점
- 앵두 빙고 (인접 2개) = 5점
- 앵두 빙고 (인접 1개) = 2점
- 열쇠 빙고 = ???점 (키 보너스에 참조,7이하가 되면 획득점수없이 게임오버가 될 수도 있다.)

### 올
점수는 베팅의 배수에 해당된다. 올이 맞춰질 경우 빙고는 1줄도 받지 않는다.
- 올 세븐 = 1000배
- 세븐 8개 = 400배
- 세븐 7개 = 200배
- 세븐 6개 = 100배
- 세븐 5개 = 50배
- 세븐 4개 = 20배
- 세븐 3개 = 5배
- 세븐 2개 = 2배
- 올 빨간 동전주머니 = 500배
- 올 초록 동전주머니 = 400배
- 올 앵두 = 400배
- 올 파란 동전주머니 = 300배
- 올 수박 = 300배
- 올 벨 (S벨 포함) = 200배
- 올 코코넛 = 100배
- 올 망고 = 50배
- 올 동전주머니 = 50배
- 올 후르츠 (과일) = 15배

## 더블 게임
카드나 여성 댄스에서 맞추는 게임이다. 50%확률로 높음과 낮음 둘중 하나로 선택한다. 성공하면 2배로 올리지만 실패하면 획득점수도 없이 끝난다. 더블게임 중에서도 획득점수를 얻을 수 있다. 카드게임에 경우에는 세븐으로 골라지면 높임이든 낮음이든 다 맞추는 동시에 베팅의 배수를 받는 보너스가 있다.

## 보너스
보너스 게임은 베팅 8부터 가능하며 세로 1~2줄의 홀드기능도 가능하다.
- S벨 피버

S글자가 있는 벨(즉 슈퍼벨)이 5번 빙고되면 베팅만큼 보너스가 생긴다. 5번의 보너스 기회가 있다. 물론 베팅을 걸어야 하며 8개 이하의 벨이 나오면 벨 개수마다 베팅수를 획득할 수 있다. 보너스 중에도 S벨이 빙고되면 S벨 보너스 1번 당첨된다.
- 동전주머니 피버

동전주머니가 빙고되면 동전주머니의 보너스가 생긴다. 그러나 각 다른색의 동전주머니로 빙고되면 보너스가 생기지 않으므로 반드시 같은색의 동전주머니로 빙고되어야 한다. 파란 동전주머니는 3번,초록 동전주머니는 4번,빨간 동전주머니는 5번이다. 보너스에서 동전주머니 그림만 있기 때문에 점수가 당첨될 확률도 굉장히 높다.
- 키 피버

키가 빙고되면 키 보너스가 생기며 해적선안의 스테이지로 이동한다. 20개의 보너스칸과 4개의 빈칸, 꼭짓점인 4개의 출구칸이 있다. 몇칸을 갈때마다 점수 획득이나 빈칸, 출구로 나갈수있다. 6칸이나 8칸으로 출구로 바로 가면 획득점수도 없이 끝나는 경우도 있다. 보너스 칸에는 베팅의 배수로 구성되어있다. 배수에 해당되는 그림, 그림의 개수는 다음과 같다.
- - 앵두 = 1배 (4개)
  - 망고 = 2배 (2개)
  - 코코넛 = 3배 (4개)
  - 벨 = 5배 (4개)
  - 수박 = 7배 (2개)
  - 키 = 10배 (2개)
  - 동전주머니 = 15배 (1개)
  - 세븐 = 20배 (1개)

- +자형 세븐의 혜택

세븐을 5개이상,2개이상 빙고로 응용해 +자형으로 당첨되면 왼쪽위에 보이는 점수, 즉 잭팟(Jackpot)을 획득할 수 있다. 베딩이 높을수록 잭팟도 많아진다.

## 기타
- 벨이 빙고 되면 8번 벨이 울리며 획득점수를 나타낸다.
- 올 후르츠가 되면 과일 배경이 보인다.
- 올 세븐이 되면 세븐 왕관의 배경이 보인다.
- 베딩의 10배이상 당첨되면 경쾌한 음악이 1절,20배이상 당첨되면 경쾌한 음악이 2절로 들린다.

## 같이 보기
- 슬롯 머신
- 트레져 아일랜드
- 체리 마스터